# 申白喆
申白喆（韓語：신백철，1989年10月19日—），韓国男子羽毛球运动员，主攻雙打項目。他与高成炫的组合，於2015年3月5日为最高世界羽联排名第三。在青年期，他分别与两位搭档鄭義錫和柳晛榮赢得世青赛男双冠军以及混双季军（2007）。同时，他曾与柳延星赢得亚锦赛男双冠军（2014）。在世界个人赛，他曾与高成炫赢得世锦赛男双冠军（2014），亦是他职业生涯荣获首个世界冠军的头街。在世界羽联团体赛方面，他曾两度入选汤姆斯杯的主力成员，多次助韩国队赢得奖牌，最为出色的佳绩是男团铜牌（2016）；此外，也曾三次出任蘇迪曼盃的主力成员，助国家队赢得奖牌，最为出色的佳绩是混团银牌（2009）。在亚洲赛事，两次入选亚运会双打主力，多次助国家队赢得奖牌，最为出色的佳绩是男团金牌（2014）；其中在第16届赛事，他与奥运冠军李孝貞斩获了混双金牌。在州属运动会，曾助国家男队赢得东亚会银牌（2009）。在世界运动会方面，他曾与嚴惠媛赢得世大运混双金牌（2011）。

## 簡歷

### 2009年 大獎賽首冠
年初2月，申白喆与李龍大出战德國羽毛球大獎賽，在男双决赛以2比0（21-13、21-16）击败了日本强档的早川賢一/數野健太，赢得国际赛男双冠军，亦是他首个大獎賽男双冠军。同年3月，他與李龍大出战全英羽毛球超級賽，在男双準决赛以0比2（17-21、18-21）不敌同胞的韓相訓/黄智万。同期3月，他与李龍大出战瑞士羽毛球超級賽，在男双準决赛以1比2（21-19、19-21、14-21）不敌赛会3号种子、丹麦强档的玛蒂亚斯·鲍伊/卡斯腾·摩根森。同年7月，他与柳晛榮出战泰國羽毛球黃金大獎賽，在混双準决赛以0比2（17-21、17-21）不敌赛会头号种子、泰国强档的戍革·普拉帕卡莫/莎拉丽·桑松卡姆。

### 2010年 更换搭档
2010年3月，申白喆与柳晛榮出战瑞士羽毛球超級賽，在混双决赛以0比2（14-21、8-21）不敌赛会2号种子、队友的李龍大/李孝貞，赢得亚军。7月初起，他与新搭档的金基正进行试配出战加拿大羽毛球大獎賽，在男双準决赛以1比2（19-21、21-13、16-21）不敌赛会2号种子、中華台北强档的方介民/李勝木；此外，还继续与柳晛榮的混双準决赛以1比2（15-21、21-18、18-21）不敌赛会头号种子、中華台北强档的李勝木/簡毓瑾。同期7月，他与金基正出战美國羽毛球黃金大獎賽，在男双準决赛以1比2（21-13、14-21、18-21）不敌赛会头号种子、中華台北强档的方介民/李勝木。同年11月，他代表韓國参加中国廣州亞運會羽毛球比賽，助韩国队赢得男子團體银牌；此外，还與老將李孝貞出战混合雙打在第一圈以2比0（21-10、21-14）击败了马来西亚的陳炳順/吳柳螢；在第二輪以2比1（17-21、21-13、21-16）挑落了赛会4号种子、印度的瓦利亚维蒂尔·迪柱/瓦拉·古塔；在半準決賽以2比0（21-16、21-17）横扫赛会7号种子、泰国的颂蓬·阿努里达亚翁/恭差拉·沃拉威七猜恭；在準決賽奋战三局以2比1（20-22、21-18、22-20）击败了中国的何汉斌/马晋；在决赛以2比0（21-19、21-14）连续击败了中国的张楠/赵芸蕾，赢得亚运会混双金牌。他在賽後表示“除了贏得这枚金牌外，他更為能免除兵役感到高興”。

### 2011年 世运会混双夺金
2011年6月，申白喆与金旼貞出战泰國羽毛球黃金大獎賽，在混双準决赛以1比2（17-21、22-20、18-21）不敌赛会8号种子、印尼强档的诺瓦·维迪安托/维塔·玛丽莎。同年8月，他代表韩国参加中国深圳举办的世界大學運動會羽毛球比賽，与搭档嚴惠媛赢得世运会混双金牌。同年9月，他与金基正出战中華台北羽毛球黃金大獎賽，在男双準決賽以0比2（20-22、15-21）不敌赛会头号种子、同胞的鄭在成/李龍大。同年12月，他与金荷娜出战韓國羽毛球黃金大獎賽，在混双準决赛以0比2（13-21、15-21）不敌赛会7号种子、队友的金基正/鄭景銀。同期12月，他与曹建雨出战土耳其羽毛球國際賽，在男双决赛以1比2（17-21、21-16、15-21）不敌赛会4号种子、同胞的金基正/金沙朗，赢得亚军。

### 2012年 黃金大獎賽及首要超級賽首冠
2012年1月，申白喆与曹建雨出战馬來西亞羽毛球超級賽，在男双决赛以1比2（21-16、16-21、16-21）不敌中華台北强档的方介民/李勝木，赢得亚军。同年10月，他与柳延星出战丹麥羽毛球首要超級賽，在男双决赛以2比1（19-21、21-11、21-19）击败了赛会3号种子、马来西亚强档的古健傑/陳文宏，赢得国际赛男双冠军，亦是他首座首要超級賽男双冠军。同期10月，他与嚴惠媛出战法國羽毛球超級賽，在混双準决赛以0比2（13-21、19-21）不敌中国的邱子瀚/包宜鑫。同年11月，他与柳延星出战澳門羽毛球黃金大獎賽，在男双準决赛以1比2（9-21、21-18、16-21）不敌中華台北强档的李勝木/蔡佳欣。同年12月，他与嚴惠媛出战韓國羽毛球黃金大獎賽，在混双决赛以2比1（11-21、21-18、25-23）击败了赛会头号种子、同胞的柳延星/張藝娜，赢得黃金大獎賽混双冠军。

### 2013年 泰国羽球赛及中华台北羽球赛夺冠
2013年2月，申白喆与張藝娜出战德國羽毛球黃金大獎賽，在混双决赛以2比1（21-19、19-21、24-22）击败了丹麦强档的安德斯·克里斯蒂安森/茱莉·霍曼，赢得黃金大獎賽混双冠军。同年4月，他分别与金大恩以及張藝娜出战澳洲羽毛球黃金大獎賽，在男双準决赛以0比2（9-21、14-21）不敌赛会2号种子、印尼强档的安加·普拉塔玛/利安·阿刚·萨普特拉；而混双决赛以1比2（14-21、24-22、16-21）不敌赛会3号种子、印尼强档的伊尔凡·法蒂拉赫/维尼·安格莱尼，赢得亚军。同年6月，他与柳延星出战泰國羽毛球黃金大獎賽，在男双决赛以2比1（18-21、21-15、21-14）击败了赛会2号种子、俄罗斯强档的弗拉基米尔·伊万诺夫/伊万·索松诺夫，赢得黃金大獎賽男双冠军。同期6月，他与柳延星出战印尼羽毛球首要超級賽，在男双準决赛以0比2（13-21、16-21）不敌赛会2号种子、同胞的高成炫/李龍大。同样6月，他分别与柳延星以及張藝娜出战新加坡羽毛球超級賽，在男双準决赛以0比2（15-21、19-21）不敌赛会头号种子、队友的高成炫/李龍大；而混双準决赛以0比2（13-21、17-21）不敌同胞的柳延星/嚴惠媛。同年8月，他參加中国廣東省廣州市舉行的世界羽毛球錦標賽，分别與柳延星和嚴惠媛出戰男子雙打項目以及混合雙打項目。他和柳延星以12號種子身分在首圈輪空；第二圈即以2比0擊敗俄羅斯組合晉級；但在第三圈就以1比2（21-17、18-21、18-21）不敵韓國隊友、5號種子的金基正/金沙朗，16強止步。而混双方面，他和嚴惠媛在首圈以2比0（21-10、21-16）击败了美国强档的周菲利浦/杰米·苏班迪；在第二轮以2比0（21-19、21-13）击败了赛会14号种子、新加坡强档的丹尼·巴瓦·克里斯南塔/梁语嫣；在第三轮激战三局以2比1（17-21、23-21、21-18）击退了赛会4号种子、奥运季军的约金·费舍尔·尼尔森/克里斯汀娜·彼德森；在八强以2比0（21-9、21-15）横扫赛会6号种子、印尼强档的穆罕默德·雷扎/戴比·苏珊托；但在準決賽以0比2（15-21、17-21）不敌赛会头号种子、中国的徐晨/马晋。同年9月，他分别与柳延星以及張藝娜出战中華台北羽毛球黃金大獎賽，在男双準决赛以0比2（17-21、16-21）不敌赛会2号种子、同胞的金基正/金沙朗；而混双决赛以2比1（22-20、12-21、21-16）击败了队友的柳延星/嚴惠媛，赢得黃金大獎賽混双冠军。同年11月，他与高成炫出战韓國羽毛球黃金大獎賽，在男双决赛以1比2（15-21、21-18、23-25）不敌赛会头号种子、同胞的金基正/金沙朗，赢得亚军。

### 2014年 世锦赛封王及仁川亚运揽金
2014年3月，申白喆与高成炫出战全英羽毛球首要超級賽，在男双準决赛以1比2（21-16、17-21、13-21）不敌赛会2号种子、日本强档的遠藤大由/早川賢一。同年4月，他与高成炫出战新加坡羽毛球超級賽，在男双準决赛以1比2（20-22、21-18、14-21）不敌赛会6号种子、中华台北强档的李勝木/蔡佳欣。同期4月，他代表韩国参加本国举办的亞洲羽毛球錦標賽，他分别与柳延星以及張藝娜出战兼项双打。他和柳延星在第一轮落空；在第二轮以2比0（21-15、21-12）击败了马来西亚强档的徐家铭/张御宇；在半準決賽以2比0（21-17、21-14）横扫赛会2号种子、日本强档的嘉村健士/園田啟悟；在準決賽以2比0（21-17、22-20）力克赛会3号种子、泰国强档的玛尼蓬·宗集/尼迪蓬·潘普佩克；在决赛以2比0（22-20、21-17）轻取中国的李俊慧/刘雨辰，赢得亚洲赛事冠军，亦是他首次赢得亚锦赛男双冠军。而混双方面，他和張藝娜以赛会4号种子在首圈轮空；在第二輪以2比0（21-18、21-19）拿下中国的王懿律/区冬妮；在半準決賽以2比0（21-14、21-14）轻取中国香港强档的陳潤龍/謝影雪；在準決賽以2比0（21-11、21-12）横扫赛会2号种子、泰国强档的戍革·普拉帕卡莫/莎拉丽·桑松卡姆；在决赛激战三局以1比2（21-13、15-21、15-21）不敌赛会3号种子、中国香港强档的李晉熙/周凱華，赢得亚锦赛混双亚军。同年8月，他代表韩国参加丹麥巴勒魯普自治市举办的世界羽毛球錦標賽，他和高成炫出战男子雙打。他与高成炫以赛会12号种子在首圈轮空；在第二轮以2比0（22-20、21-10）击败了澳大利亚强档的R·米德尔顿/R·史密斯；在第三轮以2比0（23-21、21-17）击退了赛会4号种子、日本强档的遠藤大由/早川賢一；八强中以2比0（21-18、21-13）拿下赛会7号种子、马来西亚强档的云天豪/陳煒𣚦；在準決賽因对方弃赛；在决赛大战三局以2比1（20-22、21-23、21-18）击败了赛会2号种子、同胞的李龍大/柳延星，这也是俩人首次赢得世锦赛男双冠军，同时也是个人获得世界冠军的荣誉。同年9月，他代表韩国参加本国举办的亞洲運動會羽毛球比賽，助韩国队首次赢得亚洲最高级别赛事的男子團體金牌。同年10月，他与高成炫出战丹麥羽毛球首要超級賽，在男双準决赛以0比2（15-21、21-23）不敌中国的傅海峰/张楠。同年11月，他分别与高成炫以及張藝娜出战韓國羽毛球大獎賽，在男双决赛以0比2（18-21、19-21）不敌赛会头号种子、同胞的李龍大/柳延星，赢得亚军；而混双决赛因搭档受伤弃赛，赢得亚军。同期11月，他与高成炫出战中國羽毛球首要超級賽，在男双準决赛途中退赛。

### 2015年 印尼首要赛夺冠及世錦賽无缘卫冕
2015年6月，申白喆与高成炫出战印尼羽毛球首要超級賽，在男双决赛以2比1（21-16、16-21、21-19）击败了赛会8号种子、中国的傅海峰/张楠，赢得首要超級賽男双冠军。同年7月，他与蔡侑玎出战中華台北羽毛球黃金大獎賽，在混双决赛以0比2（16-21、18-21）不敌赛会7号种子、队友的高成炫/金荷娜。同年8月，他參加印尼雅加達舉行的世界羽毛球錦標賽，與高成炫以7號種子身分出戰男子雙打項目，故在首圈輪空；但他們在第二圈就以0比2（12-21、15-21）不敵馬來西亞的吴伟申/陳煒出局，無緣衛冕。同年11月，他分别与高成炫以及蔡侑玎出战韓國羽毛球大師賽，在男双决赛以1比2（21-16、18-21、19-21）不敌赛会3号种子、队友的金基正/金沙朗，赢得亚军；而混双决赛以1比2（21-19、17-21、19-21）不敌赛会头号种子、队友的高成炫/金荷娜，赢得亚军。同期11月，他与高成炫出战中國羽毛球首要超級賽，在男双準决赛以0比2（15-21、19-21）不敌赛会6号种子、中国的柴飚/洪炜。同样11月，他与蔡侑玎出战香港羽毛球超級賽，在混双準决赛以1比2（21-17、15-21、16-21）不敌赛会3号种子、中国的刘成/包宜鑫。同11月份，他分别与高成炫以及蔡侑玎出战澳門羽毛球黃金大獎賽，在男双决赛以2比0（22-20、21-14）击败了印尼强档的贝里·安格里亚万/利安·阿刚·萨普特拉，赢得黃金大獎賽男双冠军；而混双决赛以2比0（21-18、21-13）击败了队友的催率圭/嚴惠媛，赢得黃金大獎賽混双冠军。

### 2016年 二夺黃金大獎賽冠军及无缘奥运心灰
同年1月，申白喆与蔡侑玎出战印度羽毛球黃金大獎賽，在混双準决赛以1比2（21-18、11-21、16-21）不敌赛会2号种子、印尼强档的普拉文·乔丹/戴比·苏珊托。同年2月，他与高成炫出战泰國羽毛球大師賽，在男双準决赛以1比2（15-21、21-13、18-21）不敌赛会头号种子、世锦赛冠军的穆罕默德·阿赫桑/亨德拉·塞蒂亚万。同期2月，他参加印度海得拉巴举办的亞洲羽毛球團體錦標賽，助球队赢得男子團體季军。同年3月，他分别与高成炫以及蔡侑玎出战德國羽毛球黃金大獎賽，在男双决赛以2比1（20-22、21-18、21-17）击败了赛会头号种子、世界第一的李龍大/柳延星，赢得黃金大獎賽男双冠军；而混双决赛以0比2（19-21、12-21）不敌赛会头号种子、队友的高成炫/金荷娜，赢得亚军。同期3月，他分别与高成炫以及蔡侑玎出战紐西蘭羽毛球黃金大獎賽，在男双决赛以2比0（21-18、21-14）击败了赛会3号种子、印尼强档的安加·普拉塔玛/里奇·卡兰达·苏华迪，赢得黃金大獎賽男双冠军；而混双準决赛以1比2（20-22、21-15、18-21）不敌中国的郑思维/李茵晖。同样3月，他与高成炫出战印度羽毛球超級賽，在男双準决赛以1比2（18-21、21-6、19-21）不敌赛会7号种子、印尼强档的安加·普拉塔玛/里奇·卡兰达·苏华迪。同年4月，他参加中国湖北省武汉市举办的亞洲羽毛球錦標賽，他和高成炫以赛会6号种子在首圈以2比0（21-14、21-13）轻取新加坡的D·B·克里斯南塔/亨德拉·维加亚；在次圈以2比0（21-10、21-11）横扫中華台北强档的李哲輝/李洋；在八強以0比2（17-21、18-21）不敌赛会4号种子、中国的傅海峰/张楠。同年5月，他入选湯姆斯盃的男双主力，助韩国队赢得男团季军。临近8月，他最主要分別與高成炫和蔡侑玎搭档男雙以及混雙，从男雙角度来看，在队内的竞争下，排名第一的李龙大与柳延星占据奥运积分榜首，而另一队来自同胞世界排名第四的「双金侠」金基正与金萨朗有着明显优势。在混双中，奥运名额只有两个组合进前八才能一同征战，但他与蔡侑玎世界排名不到前八，而队友高成炫和金荷娜排名第三已经锁定。韩羽公布的大名单中，申白喆没有上榜，有意退出韩羽队。队友高成炫希望自己的队友（申白喆）先休息一阵子，过后再回归一起作战，并把自己的心愿说了出来。他很期待能再跟申白喆争取参加2020年东京奥运。

### 2018年 再度出发 重回羽坛
2018年8月，申白喆与高成炫出战越南羽毛球公開賽，在男双决赛以2比0（22-20、21-18）击败了中華台北强档的李勝木/楊博軒，赢得超級100賽男双冠军。同年9月，他与高成炫出战印尼邦加勿里洞羽毛球大師賽，在男双决赛以0比2（21-23、13-21）不敌赛会6号种子、中華台北强档的張課琦/呂佳彬，赢得亚军。同年10月，他与高成炫出战澳門羽毛球公開賽，在男双决赛以1比2（21-17、13-21、19-21）不敌队友的金基正/李龍大，赢得亚军。同年11月，他与高成炫出战馬來西亞羽毛球國際系列賽，在男双决赛以2比0（21-18、30-29）力克中華台北强档的林上凱/曾敏豪，赢得國際系列賽男双冠军。

### 2019年 赛事夺首冠
2019年4月，申白喆与高成炫出战大阪羽毛球國際挑戰賽，在男双决赛以2比0（21-13、21-16）击败了赛会5号种子、后起之秀的姜敏赫/金載煥，赢得俩人本赛事的第一个国际冠军。

## 主要比賽成績
只列出曾進入準決賽的國際賽事成績：
| 年份   | 賽事                       | 公開賽級別 | 項目     | 拍檔        | 成績   |
| ------ | -------------------------- | ---------- | -------- | ----------- | ------ |
| 2009年 | 全英羽毛球超級賽           | 超級賽     | 男子雙打 | 李龍大      | 準決賽 |
| 2009年 | 瑞士羽毛球超級賽           | 超級賽     | 男子雙打 | 李龍大      | 準決賽 |
| 2009年 | 德國羽毛球大獎賽           | 大獎賽     | 男子雙打 | 李龍大      | 冠軍   |
| 2009年 | 泰國羽毛球黃金大獎賽       | 黃金大獎賽 | 混合雙打 | 柳晛榮      | 準決賽 |
| 2009年 | 韓國羽毛球國際挑戰賽       | 國際挑戰賽 | 混合雙打 | 金旼貞      | 準決賽 |
| 2010年 | 瑞士羽毛球超級賽           | 超級賽     | 混合雙打 | 柳晛榮      | 亞軍   |
| 2010年 | 加拿大羽毛球大獎賽         | 大獎賽     | 男子雙打 | 金基正      | 準決賽 |
| 2010年 | 加拿大羽毛球大獎賽         | 大獎賽     | 混合雙打 | 柳晛榮      | 準決賽 |
| 2010年 | 美國羽毛球黃金大獎賽       | 黃金大獎賽 | 男子雙打 | 金基正      | 準決賽 |
| 2010年 | 亞洲運動會羽毛球比賽       | 其他       | 男子團體 | －          | 銀牌   |
| 2010年 | 亞洲運動會羽毛球比賽       | 其他       | 混合雙打 | 李孝貞      | 金牌   |
| 2011年 | 泰國羽毛球黃金大獎賽       | 黃金大獎賽 | 混合雙打 | 金旼貞      | 準決賽 |
| 2011年 | 世界大學運動會羽毛球比賽   | 其他       | 混合團體 | 嚴惠媛      | 金牌   |
| 2011年 | 中華台北羽毛球黃金大獎賽   | 黃金大獎賽 | 男子雙打 | 金基正      | 準決賽 |
| 2011年 | 韓國羽毛球黃金大獎賽       | 黃金大獎賽 | 混合雙打 | 金荷娜      | 準決賽 |
| 2011年 | 土耳其羽毛球國際賽         | 國際系列賽 | 男子雙打 | 曹建雨      | 亞軍   |
| 2012年 | 馬來西亞羽毛球超級賽       | 超級賽     | 男子雙打 | 曹建雨      | 亞軍   |
| 2012年 | 丹麥羽毛球首要超級賽       | 首要超級賽 | 男子雙打 | 柳延星      | 冠軍   |
| 2012年 | 法國羽毛球超級賽           | 超級賽     | 混合雙打 | 嚴惠媛      | 準決賽 |
| 2012年 | 澳門羽毛球黃金大獎賽       | 黃金大獎賽 | 男子雙打 | 柳延星      | 準決賽 |
| 2012年 | 韓國羽毛球黃金大獎賽       | 黃金大獎賽 | 混合雙打 | 嚴惠媛      | 冠軍   |
| 2013年 | 德國羽毛球黃金大獎賽       | 黃金大獎賽 | 混合雙打 | 張藝娜      | 冠軍   |
| 2013年 | 澳洲羽毛球黃金大獎賽       | 黃金大獎賽 | 男子雙打 | 金大恩      | 準決賽 |
| 2013年 | 澳洲羽毛球黃金大獎賽       | 黃金大獎賽 | 混合雙打 | 張藝娜      | 亞軍   |
| 2013年 | 泰國羽毛球黃金大獎賽       | 黃金大獎賽 | 男子雙打 | 柳延星      | 冠軍   |
| 2013年 | 印尼羽毛球首要超級賽       | 首要超級賽 | 男子雙打 | 柳延星      | 準決賽 |
| 2013年 | 新加坡羽毛球超級賽         | 超級賽     | 男子雙打 | 柳延星      | 準決賽 |
| 2013年 | 新加坡羽毛球超級賽         | 超級賽     | 混合雙打 | 張藝娜      | 準決賽 |
| 2013年 | 世界羽毛球錦標賽           | 其他       | 混合雙打 | 嚴惠媛      | 準決賽 |
| 2013年 | 中華台北羽毛球黃金大獎賽   | 黃金大獎賽 | 男子雙打 | 柳延星      | 準決賽 |
| 2013年 | 中華台北羽毛球黃金大獎賽   | 黃金大獎賽 | 混合雙打 | 張藝娜      | 冠軍   |
| 2013年 | 韓國羽毛球黃金大獎賽       | 黃金大獎賽 | 男子雙打 | 高成炫      | 亞軍   |
| 2014年 | 全英羽毛球首要超級賽       | 首要超級賽 | 男子雙打 | 高成炫      | 準決賽 |
| 2014年 | 新加坡羽毛球超級賽         | 超級賽     | 男子雙打 | 高成炫      | 準決賽 |
| 2014年 | 亞洲羽毛球錦標賽           | 其他       | 男子雙打 | 柳延星      | 冠軍   |
| 2014年 | 亞洲羽毛球錦標賽           | 其他       | 混合雙打 | 張藝娜      | 亞軍   |
| 2014年 | 世界羽毛球錦標賽           | 其他       | 男子雙打 | 高成炫      | 冠軍   |
| 2014年 | 亞洲運動會羽毛球比賽       | 其他       | 男子團體 | －          | 金牌   |
| 2014年 | 丹麥羽毛球首要超級賽       | 首要超級賽 | 男子雙打 | 高成炫      | 準決賽 |
| 2014年 | 韓國羽毛球大獎賽           | 大獎賽     | 男子雙打 | 高成炫      | 亞軍   |
| 2014年 | 韓國羽毛球大獎賽           | 大獎賽     | 混合雙打 | 張藝娜      | 亞軍   |
| 2014年 | 中國羽毛球首要超級賽       | 首要超級賽 | 男子雙打 | 高成炫      | 準決賽 |
| 2015年 | 印尼羽毛球首要超級賽       | 首要超級賽 | 男子雙打 | 高成炫      | 冠軍   |
| 2015年 | 中華台北羽毛球黃金大獎賽   | 黃金大獎賽 | 混合雙打 | 蔡侑玎      | 亞軍   |
| 2015年 | 韓國羽毛球大師賽           | 大獎賽     | 男子雙打 | 高成炫      | 亞軍   |
| 2015年 | 韓國羽毛球大師賽           | 大獎賽     | 混合雙打 | 蔡侑玎      | 亞軍   |
| 2015年 | 中國羽毛球首要超級賽       | 首要超級賽 | 男子雙打 | 高成炫      | 準決賽 |
| 2015年 | 香港羽毛球超級賽           | 超級賽     | 混合雙打 | 蔡侑玎      | 準決賽 |
| 2015年 | 澳門羽毛球黃金大獎賽       | 黃金大獎賽 | 男子雙打 | 高成炫      | 冠軍   |
| 2015年 | 澳門羽毛球黃金大獎賽       | 黃金大獎賽 | 混合雙打 | 蔡侑玎      | 冠軍   |
| 2016年 | 印度羽毛球黃金大獎賽       | 黃金大獎賽 | 混合雙打 | 蔡侑玎      | 準決賽 |
| 2016年 | 泰國羽毛球大師賽           | 黃金大獎賽 | 男子雙打 | 高成炫      | 準決賽 |
| 2016年 | 亞洲羽毛球團體錦標賽       | 其他       | 男子團體 | －          | 季軍   |
| 2016年 | 德國羽毛球黃金大獎賽       | 黃金大獎賽 | 男子雙打 | 高成炫      | 冠軍   |
| 2016年 | 德國羽毛球黃金大獎賽       | 黃金大獎賽 | 混合雙打 | 蔡侑玎      | 亞軍   |
| 2016年 | 紐西蘭羽毛球黃金大獎賽     | 黃金大獎賽 | 男子雙打 | 高成炫      | 冠軍   |
| 2016年 | 紐西蘭羽毛球黃金大獎賽     | 黃金大獎賽 | 混合雙打 | 蔡侑玎      | 準決賽 |
| 2016年 | 印度羽毛球超級賽           | 超級賽     | 男子雙打 | 高成炫      | 準決賽 |
| 2016年 | 亞洲羽毛球錦標賽           | 其他       | 混合雙打 | 蔡侑玎      | 季軍   |
| 2016年 | 湯姆斯盃                   | 其他       | 男子團體 | －          | 季軍   |
| 2018年 | 越南羽毛球公開賽           | 超級100賽  | 男子雙打 | 高成炫      | 冠軍   |
| 2018年 | 印尼邦加勿里洞羽毛球大師賽 | 超級100賽  | 男子雙打 | 高成炫      | 亞軍   |
| 2018年 | 澳門羽毛球公開賽           | 超級300賽  | 男子雙打 | 高成炫      | 亞軍   |
| 2018年 | 馬來西亞羽毛球國際系列賽   | 國際系列賽 | 男子雙打 | 高成炫      | 冠軍   |
| 2019年 | 大阪羽毛球國際挑戰賽       | 國際挑戰賽 | 男子雙打 | 高成炫      | 冠軍   |
| 2019年 | 澳洲羽毛球公開賽           | 超級300賽  | 男子雙打 | 高成炫      | 冠軍   |
| 2019年 | 美國羽毛球公開賽           | 超級300賽  | 男子雙打 | 高成炫      | 冠軍   |
| 2019年 | 泰國羽毛球公開賽           | 超級500賽  | 男子雙打 | 高成炫      | 準決賽 |
| 2021年 | 法國羽毛球公開賽           | 超級750賽  | 男子雙打 | 高成炫      | 冠軍   |
| 2023年 | 雪梨羽毛球國際賽           | 國際系列賽 | 男子雙打 | Lee Sang Ho | 準決賽 |

| 2007-2017年 | 首要超級賽 | 超級賽 | 黃金大獎賽 | 大獎賽 | 國際挑戰賽 | 國際系列賽 | 未來系列賽 | 其他 |

| 2018-2026年 | 總決賽 | 超級1000賽 | 超級750賽 | 超級500賽 | 超級300賽 | 超級100賽 | 國際挑戰賽 | 國際系列賽 | 未來系列賽 | 其他 |

### 世界冠軍頭銜
申白喆在羽毛球生涯中共奪得1項羽毛球世界冠軍頭銜。
| 賽事             | 奪冠次數 | 年份               |
| ---------------- | -------- | ------------------ |
| 世界羽毛球錦標賽 | 1        | 2014年（男子雙打） |
| 總計             | 1        |                    |

### 奧運會和世錦賽參賽紀錄
|          | 搭檔   | 2009 | 2010 | 2011 | 2012 | 2013 | 2014 | 2015 |
| -------- | ------ | ---- | ---- | ---- | ---- | ---- | ---- | ---- |
| 男子雙打 | 韓相訓 | 8強  | －   | －   | －   | －   | －   | －   |
| 男子雙打 | 柳延星 | －   | －   | －   | －   | 16強 | －   | －   |
| 男子雙打 | 高成炫 | －   | －   | －   | －   | －   | 冠軍 | 32強 |
|          |        |      |      |      |      |      |      |      |
| 混合雙打 | 嚴惠媛 | －   | －   | －   | －   | 季軍 | －   | －   |
| 混合雙打 | 張藝娜 | －   | －   | －   | －   | －   | －   | 32強 |